# 陸嘉健
陸嘉健，JP（1969年—），香港公務員，現任財經事務及庫務局副秘書長，曾擔任香港駐新加坡經濟貿易辦事處處長。他早年在美国及加拿大求學及工作，取得工商管理碩士學位後於1998年返港任職政務主任，一直輾轉在多個決策局及部門任職。他從2010年9月起接連擔任唐英年、林瑞麟及林鄭月娥三任政務司司長的政務助理，直至2015年8月調任香港駐新加坡經濟貿易辦事處處長。他在2019年獲安排返港出任環境保護署副署長，推動減廢政策，並於2023年成功推行禁止塑膠產品的法案，惟在2024年則開徵都市固體廢物收費失敗。

## 早年生活
陸嘉健生於1969年，及後移居北美洲升學。他於1990年在紐約州立大學水牛城分校取得电子工程工学学士學位，以及於1997年在加拿大西安大略大学取得工商管理碩士學位，期間一直在私营部门工作。

## 公務員生涯

### 初期生涯
陸嘉健在硕士課程畢業後從加拿大返回香港，隨即於1998年2月加入香港政府任職政務主任。他的首個崗位為離島民政事務助理專員，上任不久後就在同年10月處理南丫島伐古樹救人的爭議。他在1999年署任專員時曾介入處理油蔴地小輪於強烈熱帶風暴森姆於8月底吹襲香港時未有通知公眾下停航長洲導致居民與船公司產生的嚴重紛爭，以及協調隨後嶼南道因山泥傾瀉遭封閉的跟進。他及後獲調回政府總部任職，先後於環境食物局和公務員事務局出任助理秘書長，並在雪城大學完成高級公共行政證書課程。
陸在2009年H1N1流感在香港大流行時擔任食物及衞生局首席助理秘書長，協助大流感應變督導委員會統籌抗疫工作。他在港府封鎖灣仔維景酒店七天作檢疫時更通宵達旦工作，在疫情過後被稱為「抗疫小隊長」。表現優秀的他亦在2009年確任首長級丙級政務官。及後，他於2010年9月時調任政務司司長政務助理，分別效力於唐英年、林瑞麟及林鄭月娥之下，亦曾代表政務司司長辦公室出席多個委員會會議。林鄭在任時，陸曾陪同她出訪文莱，並與文莱苏丹哈桑纳尔及王儲穆赫塔迪·比拉會面。

### 派駐新加坡

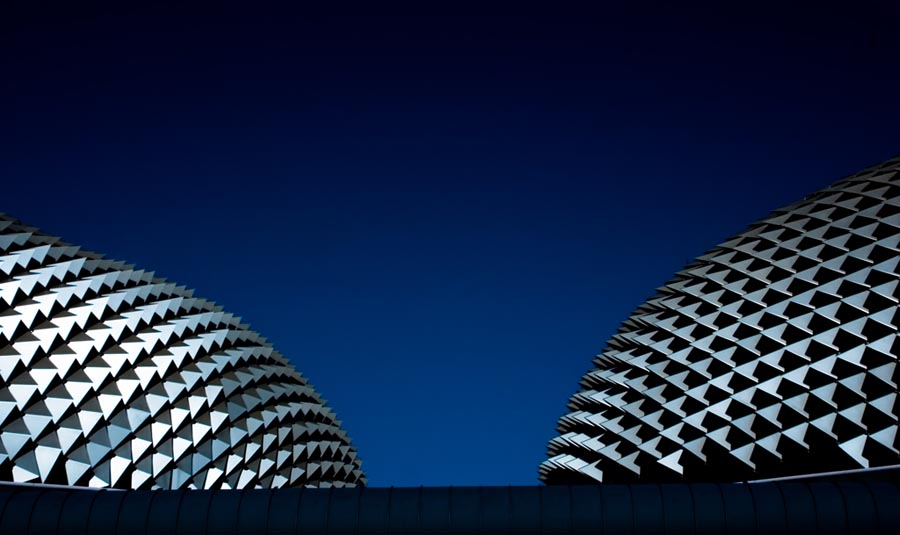
陸嘉健支持香港的劇場到東盟國家演出舞台劇

港府在2015年8月24日委任陸嘉健香港駐新加坡經濟貿易辦事處處長，接替方毅主管香港與多個東南亞國家聯盟國家的關係。為響應一帶一路倡議中民心相通的概念，陸銳意加強香港與其轄區的民間交流。自2015年底起，陸邀請更多香港大專院校派出學生前往東盟國家實習。另外，他更支持焦媛實驗劇團在2017年於新加坡濱海藝術中心演出三場《金鎖記》舞台劇。在2017年慶祝香港特別行政區成立二十周年紀念時，他於多個東盟國家舉辦交流活動，包括在新加坡及柬埔寨舉行官方酒會加強官商聯繫。
陸在上任時亦接手香港與東盟擬定自由貿易協定的工作，然而香港駐雅加達經濟貿易辦事處成立後已將部分工作及轄區轉移至駐雅加達辦，惟陸仍然負責多國的在地游說工作，以及籌備設立香港駐曼谷經濟貿易辦事處的工作。除此之外，陸亦出訪多國與其高層對話，並接待到訪的香港官方及非官方組織，以及在泰国和越南等地與投資推廣署合辦投資推廣圓桌會議。林鄭月娥擔任行政長官時，曾分別與緬甸國務資政翁山蘇姬、越南总理阮春福及泰國首相巴育·占奥差會面，陸均有隨行支援。最終，駐曼谷辦在2019年2月成立，而他亦在同年3月10日離任。

### 環境保護署
陸嘉健在2019年返港後於環境保護署任職，並獲安排升任至副署長，負責減少廢物的工作，在上任時隨即策劃加重膠袋稅及實施廢物徵費等的措施。環境局在陸協助下於2021年2月完成制訂《香港資源循環藍圖2035》，他更與局長黃錦星和常任秘書長鄭美施一同公佈2035年的廢物管理挑戰的策略、目標及措施，惟劉祉鋒及司馬文等環保運動人士質疑藍圖的可執行性。陸在2021年中獲確任首長級乙級政務官，並在同年9月10日獲委任為官守太平紳士。
為減少固體廢物及塑膠污染，陸在2022年底決定將膠袋徵稅由五毫港元提升至一元，並取消多種豁免條件，最終在實施首兩月已成功減少六成膠袋使用量。增收稅款取得成效後，陸在曾2023年3月時曾擬訂嚴格禁止塑膠產品的法案，惟受到朝野連月持續強烈異議，因而在6月底作出多項讓步，令法案得以在10月通過。及後，陸亦為塑膠製一次性餐具的替代產品提供支援，包括資助及宣傳等，而他更於2023年12月親自為港鐵商場的餐盒借用服務啟用剪綵。

#### 垃圾徵費爭議
交由陸嘉健負責統籌的廢物徵費原計劃於2023年中推行，並採用必須使用指定垃圾膠袋的收費模式，惟他也坦承該計劃必然存在一定的漏洞。他亦期望指定垃圾袋可成為購物袋，進一步減少膠袋用量。然而，由於市民及清潔行業工人尚未熟悉新的垃圾處理模式，他將政策延後至2024年4月實施，並考慮延長適應期，同時在此期間免費向三無大廈、公共屋邨及鄉村住戶發放指定垃圾袋。儘管他統籌了數以千計的零售點以販賣指定的垃圾袋和標籤，方便市民使用，但由於經濟不景氣，徵收相關稅項引發了廣泛的反對聲音，因此徵費的實施再次延遲至2024年8月。最終，爆發嚴重爭議的垃圾徵費在2024年5月宣佈擱置，而陸亦在同年9月調職至財經事務及庫務局擔任副秘書長。

## 個人生活
陸嘉健的個人興趣為閱讀、鋼琴演奏及旅遊，而他在官場中則以健談及愛好遠足聞名。

## 榮譽

### 殊勳
- 官守太平紳士（J.P.）（2021年9月10日－）[34]

### 頭銜
- 陸嘉健，JP（Bruno Luk Kar-kin, JP，2021年9月10日－）[34]